# Ficolina
La ficolina és una família de proteïnes oligomèriques humorals que formen part del sistema immunitari innat. Es localitza tant en el sistema circulatori com en diversos òrgans. Exerceix un paper fonamental en la defensa contra nombroses malalties infeccioses. Totes les ficolines són reconegudes com a receptors de patrons (PRRs) dins del sistema immunitari.

## Estructura

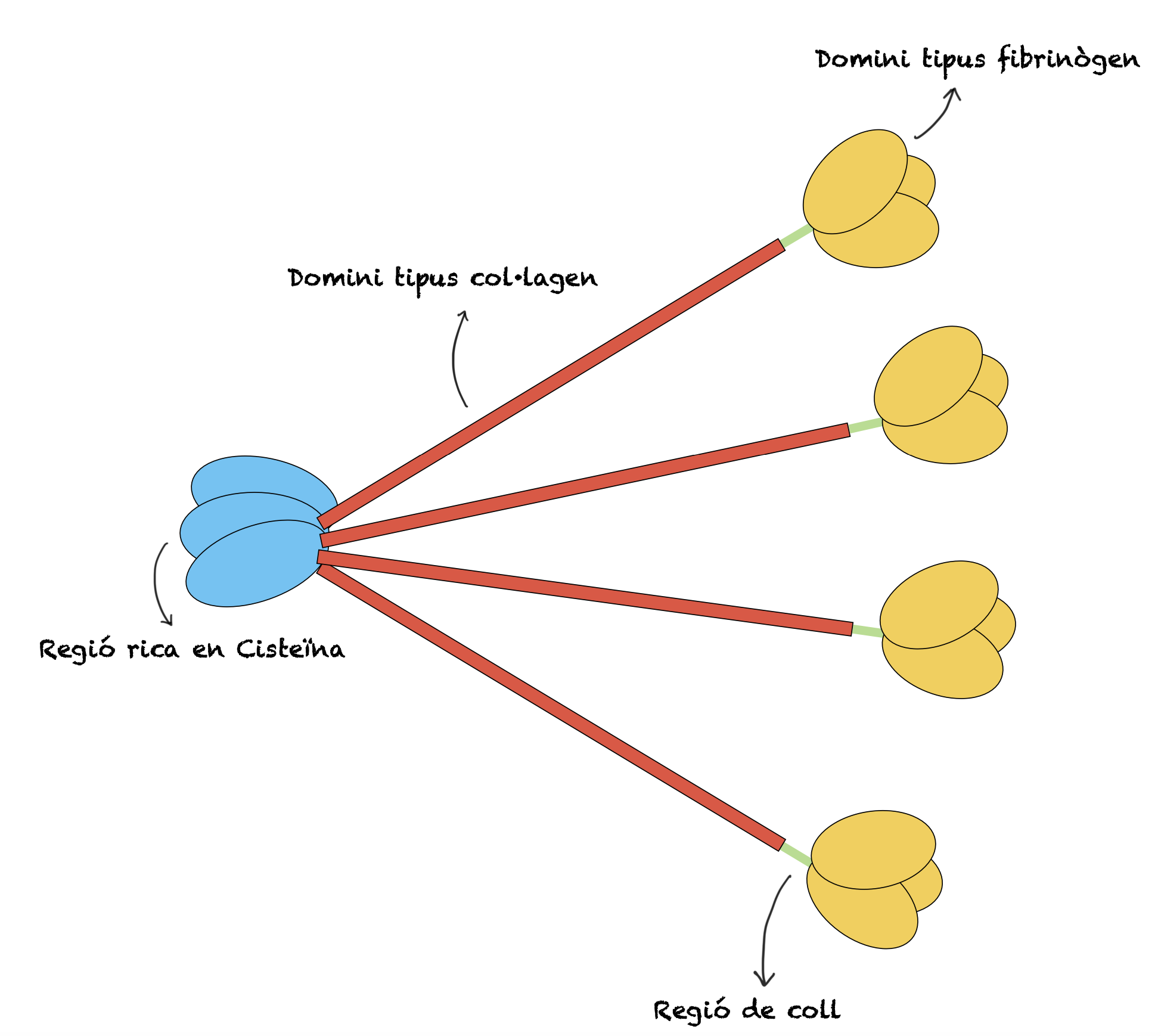
Estructura de Ficolina

Les ficolines són unes proteïnes oligomèriques i homopolimèriques, compostes per diverses subunitats homogènies. L'estructura és similar a les colectines, a la lectina d'unió a la manosa (MBL) i a altres proteïnes com la C1q, amb la diferència que la ficolina no necessita un anticòs per tal d'unir-se a l'organisme patogen. La seva estructura primària comprèn un total d'uns 288 aminoàcids. Cada subunitat de les ficolines presenta dos dominis: un similar al col·lagen i un de tipus globular. El primer és a la regió N-terminal, és ric en residus de cisteïna i consta de 13 aminoàcids. El segon és de tipus globular semblant al fibrinogen i es troba a la regió C-terminal. Consta de 209 aminoàcids.

### Forma nativa
L'estructura tridimensional consisteix en la unió de monòmers de ficolina per formar trímers mitjançant els dominis de tipus col·lagen, abans d'acoblar-se amb més estructures oligomèriques que semblen rams de 4 a 6 trímers.

## Classificació
Existeixen tres tipus principals de ficolines en els humans, que són les següents: 

### M-ficolina
També coneguda com a ficolina-1 o proteïna relacionada amb P35, se sintetitza principalment als monòcits, la medul·la òssia, els pulmons i la melsa. Es detecta a la superfície dels monòcits de sang perifèrica i cèl·lules promonocítiques U937, i no està present al sèrum.
La M-ficolina es localitza principalment a grànuls secretoris en el citoplasma de neutròfils, monòcits i cèl·lules epitelials alveolars de tipus II als pulmons. Aquesta localització és coherent amb el fet que la seqüència de la proteïna conté un pèptid senyal a l'extrem N-terminal, però no un motiu d'ancoratge de membrana.
El gen de la M-ficolina humana (FCN1) es troba a prop del gen FCN2 al cromosoma 9q34.

### L-Ficolina
O Ficolina-2, és una proteïna homopolimèrica formada per 12 subunitats de 35 kDa cadascuna, que al seu torn formen un tetràmer de tres unitats cada un. Aquesta molècula posseeix una porció col·lagenosa i una altra globular, igual que el complex C1q, però que difereix d'aquest en què no necessita un anticòs per unir-se a l'organisme estrany. És codificada per un sol gen ubicat al cromosoma 9q34 i conté 8 exons.
Es produeix principalment al fetge i es pot trobar en el sèrum, en quantitats que varien en cada individu, aquestes diferències erradiquen en un polimorfisme del promotor del gen FCN2. S'han estimat concentracions sèriques que varien d'1,0 a 12,8 μg/ml, amb valors mitjans de 3,0 a 5,4 μg/ml.

### H-ficolina
També anomenada Antigen Hakata o ficolina-3, va ser identificada per primera vegada com una proteïna del sèrum que reacciona amb un autoanticòs de pacients amb lupus eritematós sistèmic (LES). Posteriorment, es va demostrar que és una proteïna present en el sèrum humà  i un nou membre de la família de les ficolines. La seva concentració en donants de sang sans oscil·la entre 5,0 i 18,4 μg/ml.
La H-ficolina és sintetitza al fetge (gràcies als hepatòcits) i a les cèl·lules epitelials dels conductes biliars, així com als pulmons, gràcies a les cèl·lules epitelials bronquials ciliades i les cèl·lules epitelials alveolars de tipus II. Un cop sintetitzada, l'a H-ficolina es secreta a la sang, la bilis i els bronquis/alvèols. Recentment, s'ha demostrat que la H-ficolina s'expressa en la línia cel·lular de glioma humà T98G, la qual cosa suggereix que es produeix al cervell. El gen de la H-ficolina humana (FCN3) es localitza al cromosoma 1 (1p35.3) i la seva organització d'exons és similar a la de la ficolina 2.

## Funcions
Les ficolines són proteïnes de defensa oligomèriques i tenen una activitat semblant a la lectina, és a dir, de reconeixement. Aquestes poden unir-se a estructures de carbohidrats presents en patògens, de manera que les cèl·lules del sistema immunitari les detectin i, així comenci la resposta immunitària. D'una forma breu, les ficolines reconeixen microorganismes patògens i receptors en cèl·lules immunitàries, contribuint en l'activació i modulació de la resposta immunitària.
Les ficolines i lectines activen el sistema del complement (SC) perquè aquest iniciï una resposta immunitària inespecífica. Aquest té tres vies d'activació: la clàssica, l'alternativa i la de les lectines. Les ficolines, juntament amb les lectines, són PRRs que s'encarreguen d'activar la tercera via del SC, l'activació a través de lectines: aquestes reconeixen els antígens patogènics d'una gran varietat de bacteris gramnegatius i grampositius, que són carbohidrats de les seves membranes. Normalment, aquests carbohidrats són: N-acetilglucosamines, N-acetilcisteïnes, residus de manosa i àcids lipoteicoics (LTA). Quan una ficolina es lliga a un patogen, interactua amb MASP-1 i MASP-2 (proteïnes serina proteases associades a la lectina importants en l'activació del SC) que són els activadors de la cascada del complement. Els complexos ficolina-MASP es poden enllaçar a C4 i C2, proteïnes del SC que poden activar la proteïna C3 (proteïna crucial en la cascada del SC). La C3 es transforma a C3b. La C3b funciona com una opsonina: s'uneix als patògens, facilitant la fagocitosi per cèl·lules del sistema immunitari.
Les ficolines també col·laboren com a receptors en l'opsonització per anticossos. Aquest procés es dona en patògens com bacteris, virus o altres partícules que són marcades per ser reconegudes i fagocitades per cèl·lules del sistema immunitari (macròfags, neutròfils...). El seu mecanisme d'actuació consisteix en el reconeixement de patrons específics de carbohidrats anomenats Patrons Moleculars Associats a Patògens (PAMPs), que es troben a la superfície de molts patògens. Alguns carbohidrats poden ser l'N-acetilglucosamina o l'àcid lipoteïcoic (carbohidrats de la paret cel·lular de bacteris grampositius). Quan la ficolina reconeix un patró específic en un patogen, s'uneix a la seva superfície. Així, aquest queda marxat per facilitar la feina a les cèl·lules que els reconeixen. En resum, les ficolines actuen com a molècules opsonitzants, augmentant l'eficiència de les cèl·lules immunitàries.
A part de l'activació del SC i la participació en l'opsonització, les ficolines també intervenen en la regulació de processos inflamatoris, contribuint al control de la resposta inflamatòria davant d'infeccions o lesions. A més, faciliten la interacció entre diferents tipus de cèl·lules immunitàries, promouen la comunicació cel·lular i afavoreixen la fagocitosi dels macròfags.

## Aplicacions i tractaments
Tot i que les aplicacions terapèutiques de la ficolina es troben en fases experimentals, aquesta proteïna presenta un alt potencial en la modulació de la resposta immune. Com a part del sistema del complement, la ficolina podria esdevenir una eina útil per al disseny de noves teràpies orientades al tractament de malalties infeccioses, inflamatòries i fins i tot alguns tipus de càncer, en els quals exerceix un paper fonamental en el control de la malaltia.

### Funció de la M-ficolina en la immunitat
La capacitat de la M-ficolina per reconèixer i unir-se a carbohidrats específics presents a la superfície de microorganismes la converteix en una molècula de gran rellevància en la immunitat innata, contribuint així a la detecció precoç de patògens i a la posterior activació de la resposta immune. Els resultats experimentals suggereixen que la M-ficolina juga un paper fonamental en la defensa contra infeccions bacterianes i en la regulació de les respostes inflamatòries en afeccions com la pneumònia i altres malalties respiratòries.

### Aplicacions en malalties inflamatòries i autoimmunes
En el cas de malalties com l'espondilitis anquilosant (axSpA), s'ha observat que els nivells de L-ficolina i M-ficolina estan elevats en pacients recentment diagnosticats, en comparació amb controls clínicament rellevants. Aquests resultats suggereixen que la ficolina podria estar implicada en la resposta inflamatòria crònica associada a aquesta malaltia. En estudis recents, els nivells de ficolina van disminuir significativament després d'iniciar un tractament amb adalimumab, un anticòs monoclonal utilitzat per al tractament de malalties inflamatòries. Aquesta reducció dels nivells de ficolina després del tractament podria indicar una normalització de la resposta immune.

### La ficolina-2 i les malalties degeneratives
A més de les seves aplicacions en el camp de les malalties autoimmunes, la ficolina-2 ha estat investigada també en malalties degeneratives, com ara l'osteoartritis. En pacients amb osteoartritis, s'ha observat una correlació positiva entre els nivells de ficolina-2 i l'edat, la qual cosa suggereix que aquesta proteïna podria estar implicada en les respostes immunitàries associades a l'envelliment i a la degeneració articular. Els resultats d'aquests estudis indiquen que la ficolina-2 podria tenir un paper important en la inflamació crònica que caracteritza aquestes malalties.

## Anomalies
En els últims anys, diversos estudis han suggerit que les ficolines tenen un paper rellevant en la detecció i eliminació de diversos patògens com ara bacteris, virus, fongs i paràsits. A més, hi ha hagut un augment de l'evidència que destaca que les mutacions en aquestes proteïnes clau del sistema immune, poden augmentar la vulnerabilitat a la colonització per patògens i provocar respostes immunitàries disfuncionals o alterades.
La disfunció o expressions anormals de les ficolines poden tenir papers crucials en la patogènesi de malalties humanes, d’entre elles les següents: 
- Malalties infeccioses i inflamatòries, com malalties respiratòries recurrents
- Apoptosi i malalties autoimmunes
- Lupus eritematós sistèmic
- Nefropatia per IgA
- Síndrome clínic de preclàmpsia
- Altres factors associats a malalties, com la proteïna C reactiva

La identificació precisa de les funcions de les ficolines proporcionarà nou coneixements sobre la patogènesi d’aquestes malalties i es podran obtenir noves opcions terapèutiques immunitàries per tractar la progressió de les malalties.